# Gealan Fenster-Systeme

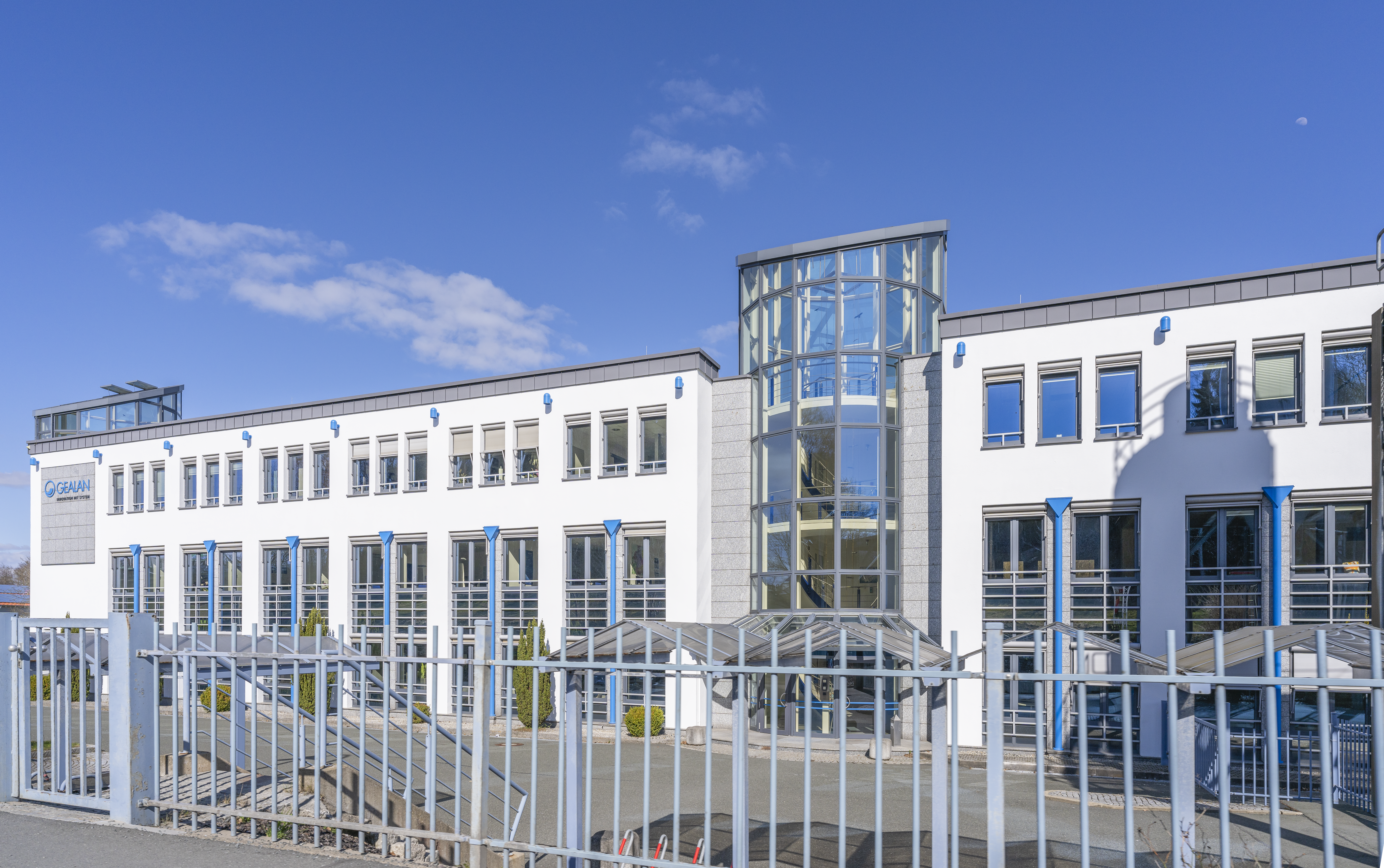
Sitz in Oberkotzau

Gealan Fenster-Systeme GmbH ist ein kunststoffverarbeitendes Unternehmen, das Profilsysteme für Fenster und Türen herstellt. Hauptsitz des europaweit tätigen Unternehmens ist Oberkotzau bei Hof (Saale).

## Geschichte
Die Wurzeln der Unternehmensgruppe reichen in das Jahr 1921 zurück, als Adam Fickenscher in Schlegel bei Hof einen pelzverarbeitenden Betrieb gründete. 1947 zog das Unternehmen mit 200 Beschäftigten nach Oberkotzau um. Im Jahr 1956 rief Theo Fickenscher, Sohn des Firmengründers, einen neuen Unternehmenszweig ins Leben: Die Kunststoffverarbeitung. Die Produkte, zu denen Wasserschläuche, Handläufe und Wäscheleinen gehörten, wurden fortan unter dem Markennamen Gealan vertrieben. 1968 produzierte er erstmals Fensterprofile und entwickelte diese in den kommenden zehn Jahren konsequent weiter.
Mit Gründung der "Gealan Werk Fickenscher GmbH" im Jahr 1979 wurde der Produktname Gealan zum Firmennamen. Ein Jahr später fertigte man acrylcolor, ein witterungs- und farbbeständiges Fensterprofil, das im Coextrusionsverfahren hergestellt wird. 1988 wurde die Pelzverarbeitung und -konfektion eingestellt. Aufgrund der ständig steigenden Nachfrage wurde 1992 im thüringischen Tanna die Gealan Tanna Fenster-Systeme GmbH gegründet. 1994 ging das technische Schulungszentrum im oberfränkischen Döhlau in Betrieb.
1997 wurden die Tochterunternehmen S. C. Gealan Romania und Gealan Polska ins Handelsregister eingetragen. Noch im gleichen Jahr gründete Gealan ein neues Werk in Litauen. Zwei Jahre später nahm am Standort Oberkotzau die Gealan Dienstleistung GmbH ihre Arbeit auf. Um den Stammsitz zu entlasten, eröffnete Gealan 2001 in Tanna ein modernes Logistikzentrum, welches 2004 erweitert wurde. Im gleichen Jahr begann das Tochterunternehmen Gealan Polska mit der Extrusion von Fensterprofilen, um insbesondere den regionalen Markt zeitnah bedienen zu können. Weiterhin wurde die Handelsgesellschaft Gealan d.o.o. in Kroatien, sowie 2004 die Repräsentanz Moskau, sowie ein Jahr später, 2005, eine Niederlassung in Frankreich in Form einer Handelsgesellschaft gegründet.
2007 stieß die 2004 begonnene Produktion Gealan Polska in Polen an ihre Grenzen, was eine Erweiterung sowohl der Produktion als auch der Verwaltung und der Logistik notwendig machte. Zur weiteren Erschließung des russischen Marktes wurde im gleichen Jahr die OOO Gealan Fenster-Profile in Moskau gegründet. Seit 2014 gehört die Firma zur VEKA AG. 2018 wurde das technische Schulungszentrum in Döhlau geschlossen und mit einem Investitionsvolumen von vier Millionen Euro nach Oberkotzau verlegt. Etwa 150 Fachkräfte  entwickeln dort neue Fenster-Systeme.

## Die Gealan-Unternehmensgruppe
Rund 320 Millionen Euro Umsatz erwirtschaftete die Unternehmensgruppe 2024.
Zu Gealan gehören Produktionsstandorte in Deutschland (Tanna), Litauen (Wilna), Polen (Rzgow) und Rumänien (Bukarest), sowie Vertriebsgesellschaften in weiteren europäischen Ländern. 

## Produkte
Die Produktpalette umfasst verschiedene Profilsysteme für Fenster und Türen.